# Tieleman Franciscus Suys

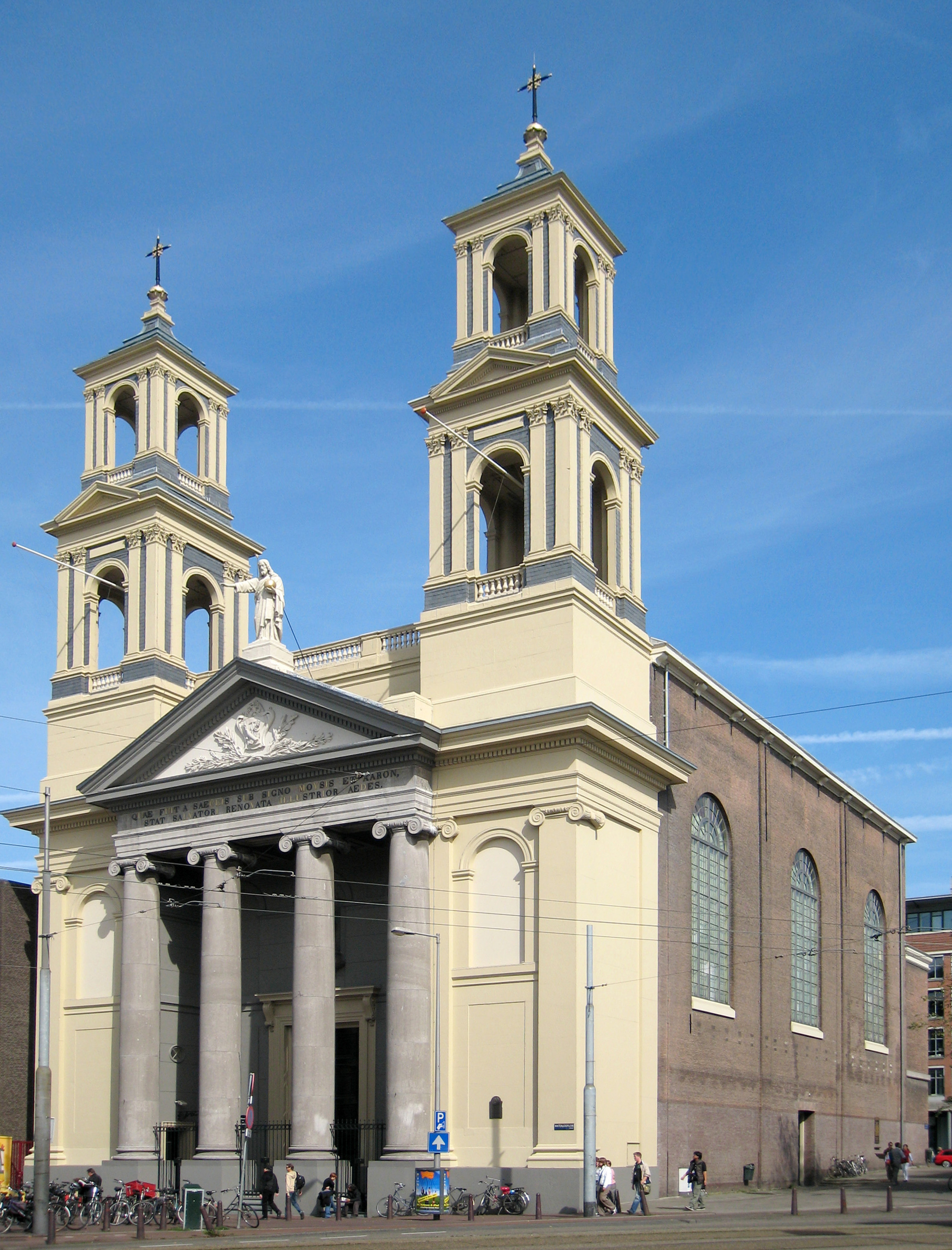
Mozes en Aäronkerk te Amsterdam

Tieleman Franciscus Suys (Oostende, 1 juli 1783 – Wingene, 11 juli 1861) was de hofarchitect van koningen Willem I en Leopold I, en een belangrijk vertegenwoordiger van de neoclassicistische bouwkunst zowel in België als in Nederland. Hij was echter ook een van de eersten die eclectische gebouwen ontwierp.

## Levensloop
Suys was een zoon van Tilman Suys en Marie Sarazin. Hij trouwde in 1820 met Rosalie Deridder. 
Hij studeerde aan de Academie in Brugge (1800-04), aan de École des Beaux-Arts in Parijs (1805-1812), en, na het winnen van de Prijs van Rome (1812), in Rome (1813-17). Hij bestudeerde er de klassieke gebouwen.
Vanaf 1820 werd hij directeur van de Academie voor schone kunsten in Amsterdam. In 1825 werd hij architect van koning Willem I. Hij realiseerde woningen in Nederland en ontwierp verschillende Waterstaatskerken, zoals de Mozes en Aäronkerk in Amsterdam (1837-1841), De Star in Amsterdam (1848-1849), de Groenmarktkerk in Haarlem (1844), de Teresiakerk in Den Haag (1839-1841) en de verdwenen Boskantkerk, eveneens in Den Haag (1843-1845). In Utrecht bouwde hij landhuis Het Hoogeland (1824), en leidde hij de verbouwingen aan de Domkerk. Hij leidde ook de herbouw van de Nieuwe Lutherse Kerk of de Ronde Lutherse Kerk in Amsterdam na een brand (1823-1826). Voor de Ronde Lutherse Kerk in Amsterdam en de Domkerk in Utrecht ontwierp hij ook de fronten van de orgels, die door de firma Bätz werden gebouwd.
Hij werkte voor 1830 ook in Brussel, bij de reconstructie van het Koninklijk Paleis, de voltooiing van het Paleis van de Prins van Oranje, de uitbreiding van het Paviljoen van Tervuren en ontwerpen voor de Kruidtuin. In Brussel werd hij een invloedrijk architect en docent aan de Academie (1835-61). Hij was onder meer betrokken bij de bouw of verbouw van de Sint-Jacob-op-Koudenberg, de Hallepoort, het Egmontpaleis en het Kasteel van Bouchout (1832). 
Zijn oeuvre getuigt van de overgang tussen classicisme en een meer moderne architectuur, beïnvloed door de Italiaanse renaissance. Hij streefde naar eenvoud en harmonie. Tijdens de revolutie van 1830 werd zijn woning met al zijn archieven verwoest, maar hij paste zich aan het nieuwe koninkrijk aan. Tot in 1838 was hij  hofarchitect van Leopold I. Daarnaast realiseerde hij belangrijke particuliere opdrachten, zoals het kasteel Warocqué in Mariemont (1831-36), de rechtervleugel van het Arenbergpaleis in Brussel (1830-37) en de villa Cazeaux in Brussel (1835). Vanaf 1835 was hij lid van de Koninklijke Commissie voor Monumenten. 
1838 betekende een keerpunt in zijn carrière omdat officiële opdrachten toen ophielden en hij zich voornamelijk ging richten op de bouw en restauratie van talrijke kerken in Brussel, onder meer de Sint-Jozefkerk. Hij inspireerde in belangrijke mate de opbouw van de Leopoldswijk.
Hij overleed op het kasteel De Muncken in Wingene, eigendom van zijn vrouw (haar vader had het gekocht van de Duinenabdij in Brugge). Suys werd begraven op het kerkhof van Laken, onder een grafsteen ontworpen door zijn zoon, architect Léon Suys (1823-1887).